# Henri Ménessier
Henri Ménessier (* 1. Oktober 1882 in Puteaux, Frankreich; † 15. Juni 1948 in Paris) war ein französischer Filmarchitekt, ein Veteran des französischen und US-amerikanischen Kinos.

## Leben und Wirken
Ménessier erhielt seine künstlerische Ausbildung an einer École des Beaux-Arts und begann um die Jahrhundertwende beim Film als Kulissenmaler. Die Produktionsfirma Gaumont engagierte ihn 1905 als ihren künstlerischen Leiter. Im selben Jahr diente sein Haus in Varennes als Kulisse für die Pathé-Produktion „L’honneur d’un père“ von Ferdinand Zecca. Ménessiers vom Impressionismus und fin-de-siècle-Ornamenten geprägten Kinobauten brachten den bis dahin sehr statischen französischen Filme jener Jahre erstmals künstlerische Inspiration.
1912 holte ihn der Produzent Lewis J. Selznick erstmals in die Vereinigten Staaten. Dort arbeitete Ménessier als Filmarchitekt an einer Reihe von frühen US-Produktionen mit. Diese wurden zumeist von anderen Franzosen wie Maurice Tourneur, Albert Capellani und Léonce Perret dort wie später auch in Nizza inszeniert. Anfang der 1920er Jahre kehrte Ménessier zum französischen Kino zurück, wo er an einigen wenigen aufwendigen Stummfilmen mitarbeiten durfte. 1929 führte er das einzige Mal auch Regie. Im Laufe des frühen Tonfilms verlor das Œuvre Ménessiers, dessen Bauten vor allem wegen ihrer Belle-Époque-Ensembles und der reichhaltigen Jugendstil-Elemente gerühmt wurden, sukzessive an Bedeutung.

## Einordnung
„H. M. wurde dafür gelobt, daß er die plebejischen Inhalte der Anfangszeit durch künstlerische und kunstgerechte (akademische) Dekors überwunden hatte. Ornamentik und Dekor seiner Ausstattung erinnern an den Pariser Art Nouveau, Ornamente und Lichtgestaltung der Leinwandkulissen stehen in der künstlerischen fin-de-siècle Tradition der Symbolisten und Impressionisten.“

## Filmografie
- 1905: Esmeralda
- 1906: La passion – La vie du Christ
- 1913: Germinal
- 1915: Camille
- 1917: Lest We Forget
- 1918: Eye for Eye
- 1918: House of Mirth
- 1918: Mad Lover
- 1918: A Modern Salomé
- 1919: Out of the Fog
- 1919: The Red Lantern
- 1923: Kœnigsmark
- 1924: The Recoil
- 1925: Madame Sans-Gêne
- 1925: Le puits de Jacob
- 1926: Le berceau de dieu
- 1926: Lolotte, das Modell (La femme nue)
- 1927: Das größte Opfer (The Garden of Allah)
- 1928: Die Orchideen-Tänzerin (La danseuse orchidée)
- 1929: Die Flucht der Delia (L’évadée) (auch Regie)
- 1931: Le cordon bleu
- 1931: Die Männer um Lucie
- 1931: Der Herzog von Reichstadt (auch franz. Vers.: L’aiglon)
- 1931: Rive gauche
- 1931: Baroud
- 1932: Monsieur Albert
- 1932: La belle marinière
- 1932: La poule
- 1932: Un fil à la patte
- 1933: Matricule 33
- 1934: La cinquième empreinte
- 1934: Kameliendame (La dame aux camélias)
- 1934: Fédora
- 1935: Dora Nelson
- 1935: Lucrezia Borgia (Lucrèce Borgia)
- 1935: Parlez-moi d’amour
- 1935: Sacré Léonce
- 1936: L’assaut
- 1936: Roman eines Schwindlers (Le roman d'un tricheur)
- 1937: Der Puritaner (Le puritain)
- 1938: Feux de joie
- 1938: Garguisse
- 1939: Dezembernacht (Nuit de décembre)
- 1941: Dernière aventure
- 1942: Les affaires sont les affaires
- 1942: La grande marnière
- 1943: La malibran
- 1943: La rabouilleuse
- 1944: Vive la liberté !
- 1947: Die Festung der Fremdenlegion (Bethsabée)
- 1949: Alice im Wunderland (Alice in Wonderland) (ungenannt)